# Ragnhild Abelset
Ragnhild Abelset, född 1660, död 1733, var en norsk affärsidkare, jordägare och länsman. Hon gifte sig 1678 med Knud Nilssen Wig, som var köpman, jordägare och länsman i Sunnmøre. Vid makens död 1703 övertog hon både hans jordegendomar, hans affärsföretag och hans tjänst som länsman. Hon blev anmoder till flera av stadens mest kända familjer. 